# Сага об оркнейцах
«Са́га об оркне́йцах» или «Са́га об оркне́йских я́рлах» (др.-сканд. Orkneyinga saga) — история Оркнейских островов, в частности, графства Оркни, начиная с их захвата в IX веке норвежским конунгом Харальдом Прекрасноволосым и приблизительно до 1230 года.

## Написание
Первоначальный вариант саги (O1), написанный в начале XIII века (1200—1220 гг.), не сохранился, как впрочем и второй вариант середины XIII века (O2), от которого до нас дошли только фрагменты. Наиболее ранней из возможных датировок саги принято считать 1192 год. Сага, скорее всего, была написана в Исландии, есть несколько версий, кто мог быть её автором. Местом написания саги обычно называется Одди. Поэтому автором, скорее всего, был кто-то из семьи, владевшей Одди. Например, Сэмунд сын Йона Лоптссона или его брат Паль, седьмой епископ Исландии. Э. Б. Тэйлор предложил кандидатуру Сигхвата Стурлусона, брата Снорри. Финнбоги Гудмундссон считал, что автором мог быть Ингимунд Священник, а Херманн Палссон предположил, что сагу мог написать дьякон Снорри Гримссон.

## Историческая основа
«Сага об оркнейцах» охватывает историю Оркнейских и Шетландских островов с появления на них викингов в конце IX в. до начала XIII в. В саге содержится уникальная информация, которая больше не встречается ни в одном письменном источнике. Подробно рассказывается о борьбе за власть между оркнейскими ярлами, а также между ярлами и норвежскими конунгами, которые принимали непосредственное участие в жизни оркнейцев. Упоминаются такие знаменитые битвы, как Битва при Клонтарфе, Битва при Стамфорд-Бридже, сражение в заливе Флорувагар и некоторые другие. Подробно описано путешествие Рёгнвальда Оркнейского на Святую землю.
Как и многие исландские источники того времени, в равной степени содержит исторический материал и авторский вымысел. Сага в том виде, в каком её публикуют современные переводчики, никогда не существовала. Это собранные воедино различные сохранившиеся редакции и фрагменты, самый большой из которых сохранился в «Книге с Плоского острова». Первоначальный вид саги, вероятно, не подлежит воссозданию.
Первоначальный текст саги был короче дошедшего до нас варианта и не включал мифологическое вступление, описание чудес Св. Магнуса и часть, повествующую о ярле Харальде Маддадарсоне и его сыновьях. Все они были добавлены в течение XIII века. Дошедший до нас вариант саги вероятно испытывал на себе влияние королевских саг, так как, хотя «Круг земной» и ссылается на сагу, наиболее полная сохранившаяся версия сама дает ссылку на «Круг земной».
В саге представлены различные персонажи, такие как Магнус и Рёгнвальд Оркнейские. Некоторые из персонажей саги до сих пор являются частью оркнейского фольклора. Встречаются и такие детали как знамя ворона ярла Сигурда Могущественного и отравленный плащ Харальда Хаконссона.
Автор старается показать ценность стабильности и порядка по сравнению с независимостью и индивидуальностью. В отличие от «Саги о йомсвикингах», написанной в тот же период, в тексте нет прославления героев-одиночек, наоборот в «Саге об оркнейцах» рисуется картина, когда «независимый человек противостоит центральной власти, чтобы показать опасность беспорядка и необходимость подчинения».

## Переводы
на английский язык
- The Orkneyinger’s Saga / Tr. by Sir G. W. Dasent, with introduction, appendices, etc. L., 1894.
- The Orkneyinga Saga / A New Translation with Introduction and Notes by A. B. Taylor. Edinburgh and L., 1938.
- Orkneyinga Saga. The History of the Earls of Orkney / Tr. with an Introduction by Hermann Pálsson and P. Edwards. L., 1978.

На русский язык
Сага не переводилась на русский язык профессиональными переводчиками. Однако есть два любительских перевода – с древнеисл. языка, то есть с оригинала (первые семь глав), и с англ. языка (полностью). Кроме того, гл. 16-19 «Саги об оркнейцах» входят в состав «Саги об Олаве Святом» и переведены профессиональным переводчиком этой саги Ю. К. Кузьменко.
- Перевод семи глав «Саги об оркнейцах» на сайте «Северная слава»
- Полный перевод с англ. языка на сайте «Ульвдалир»